# Výsadková loď typu 071
Výsadková loď typu 071 (v kódu NATO třída Yuzhao) je třída plavidel kategorie Amphibious Transport Dock Námořnictva Čínské lidové osvobozenecké armády (NČLOA). Celkem bylo postaveno osm jednotek této třídy pro NČLOA. Zahraničním uživatelem třídy jsou Thajsko.

## Stavba
Celou třídu staví loděnice Hudong-Zhonghua Shipbuilding (HZ) v Šanghaji, která v letech 2006–2020 postavila osm plavidel této třídy pro NČLOA.
Dne 7. září 2019 byl podepsán kontrakt na stavbu jednoho plavidla exportní verze typ 071ET pro Thajsko a bylo postaveno loděnicí HZ. Toto plavidlo je dosud největší válečnou lodí, kterou se čínským loděnicím podařilo exportovat.
Jednotky typu 071:
| Jméno                | Uživatel | Zahájení stavby | Spuštěna           | Vstup do služby    | Status  |
| -------------------- | -------- | --------------- | ------------------ | ------------------ | ------- |
| Kchun-lun-šan (998)  | ČLR      | 2006            | 20. prosince 2006  | 30. listopadu 2007 | aktivní |
| Ťing-kang-šan (999)  | ČLR      | 2009            | 18. listopadu 2010 | 9. prosince 2011   | aktivní |
| Čchang-paj-šan (989) | ČLR      | 2010            | 26. září 2011      | 26. září 2012      | aktivní |
| I-meng-šan (988)     | ČLR      | 2013            | 22. ledna 2015     | 1. února 2016      | aktivní |
| Lung-chu-šan (980)   | ČLR      | 2015            | 15. června 2017    | 12. září 2018      | aktivní |
| Wu-č-šan (987)       | ČLR      | 2016            | 21. ledna 2018     | 11. ledna 2019     | aktivní |
| S’-ming-šan (986)    | ČLR      | 2017            | 28. prosince 2018  | leden 2020         | aktivní |
| Čchi-lien-šan (985)  | ČLR      | 2018            | 6. června 2019     | leden 2021         | aktivní |
| Chang (LPD 792)      | Thajsko  | 2020            | 23. prosince 2021  | 25. dubna 2023     | aktivní |

## Konstrukce

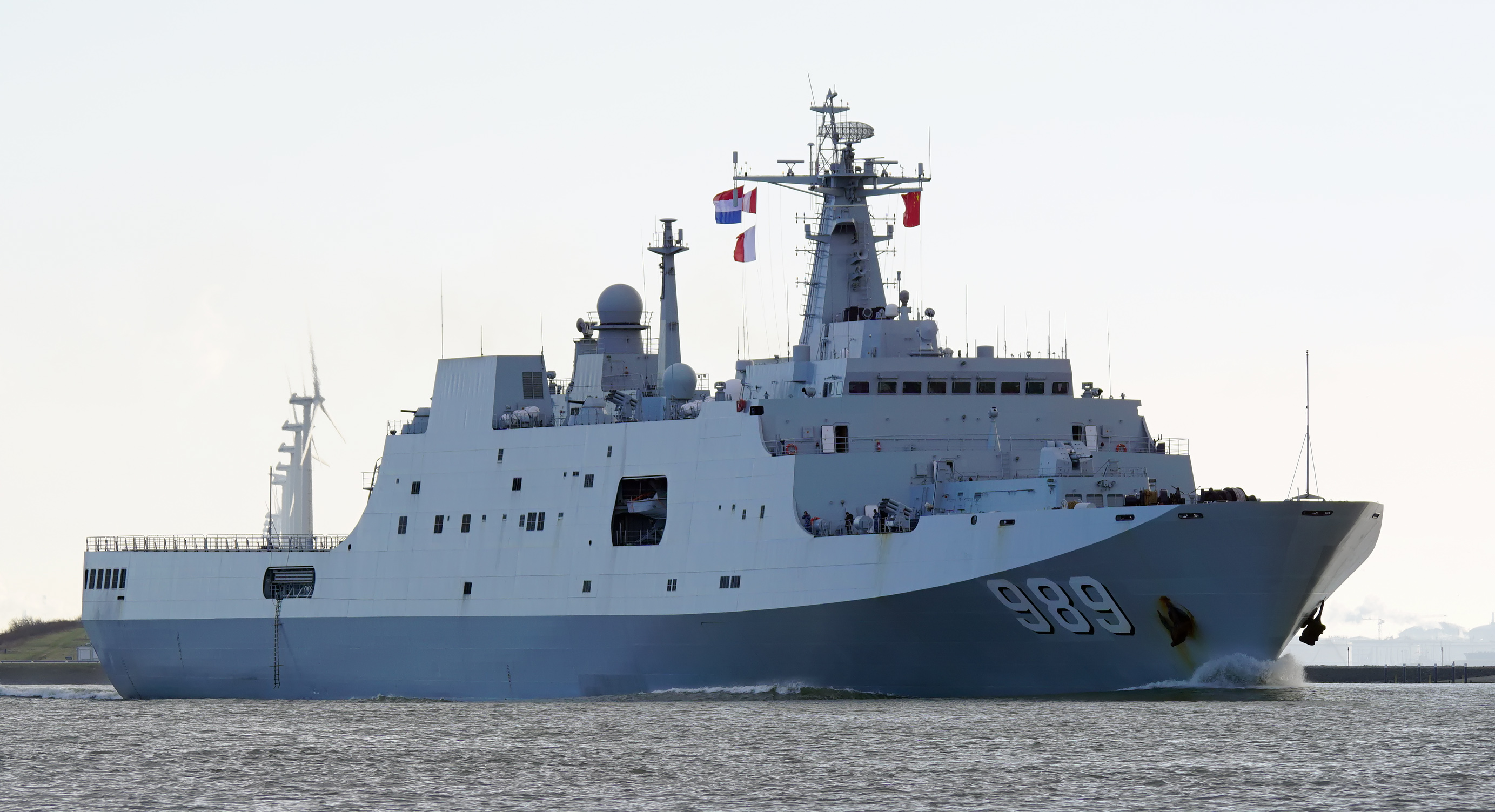
Čchang-paj-šan (989)

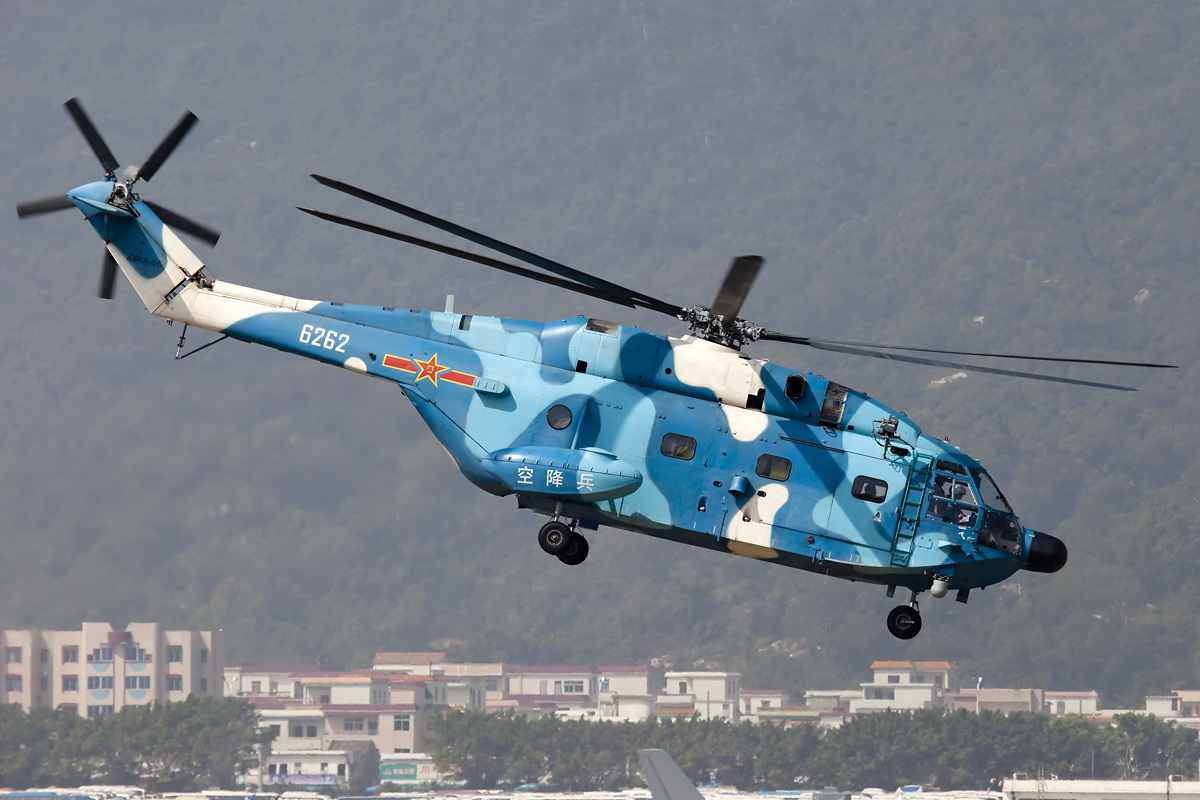
Vrtulník typu Z-8

Plavidlo unese odhadem 500–800 vojáků a údajně až 65 obojživelných obrněných vozidel. K jejich dopravě na břeh slouží až šest vrtulníků Z-8 a čtyři výsadková vznášedla typu 726. Vrtulníky operují z přistávací plochy na zádi plavidla, kde se nachází dva přistávací body. Loď je vybavena palubním hangárem. Výzbroj tvoří jeden 76mm kanón H/PJ-26 a čtyři 30mm hlavňové systémy blízké obrany H/PJ-13 (derivát ruských AK-630), které doplňují kulomety a vrhače klamných cílů. Pohonný systém je koncepce CODAD. Tvoří ho čtyři diesely Shaanxi-SEMT-Pielstick 16PC2-6V-400, každý o výkonu 8 800 hp, pohánějící dva lodní šrouby. Nejvyšší rychlost je 25 uzlů. Dosah činí 6 000 námořních mil při rychlosti 18 uzlů.

### Modifikace
Thajské plavidlo Chang je mimo jiné vybaveno 3D vzdušným a hladinovým vyhledávacím radarem Saab Sea Giraffe 1X a elektro-optickým systémem Elbit Systems Spectro XR.

### Modernizace
V roce 2025 Thajsko vybralo španělskou loděnici Navantia k provedení modernizace svého výsadkového plavidla Chang. Její součástí bude instalace bojového řídícího systému (nejspíše typu CATIZ), systému řízení palby (nejspíše typu DORNA) a dvou dálkově ovládaných zbraňových stanic (nejspíše EM&E Group Sentinel 30 Naval s 30mm kanónem Mk44 Bushmaster II). Nebyla oznámena hodnota kontraktu, ani kdy bude uzavřena objednávka.

## Uživatelé
Čína – Hlavní uživatel. Dodáno osm jednotek.
 Thajsko – Jediný zahraniční uživatel. Jedno plavidlo.